# Beaubien (Metro Montreal)

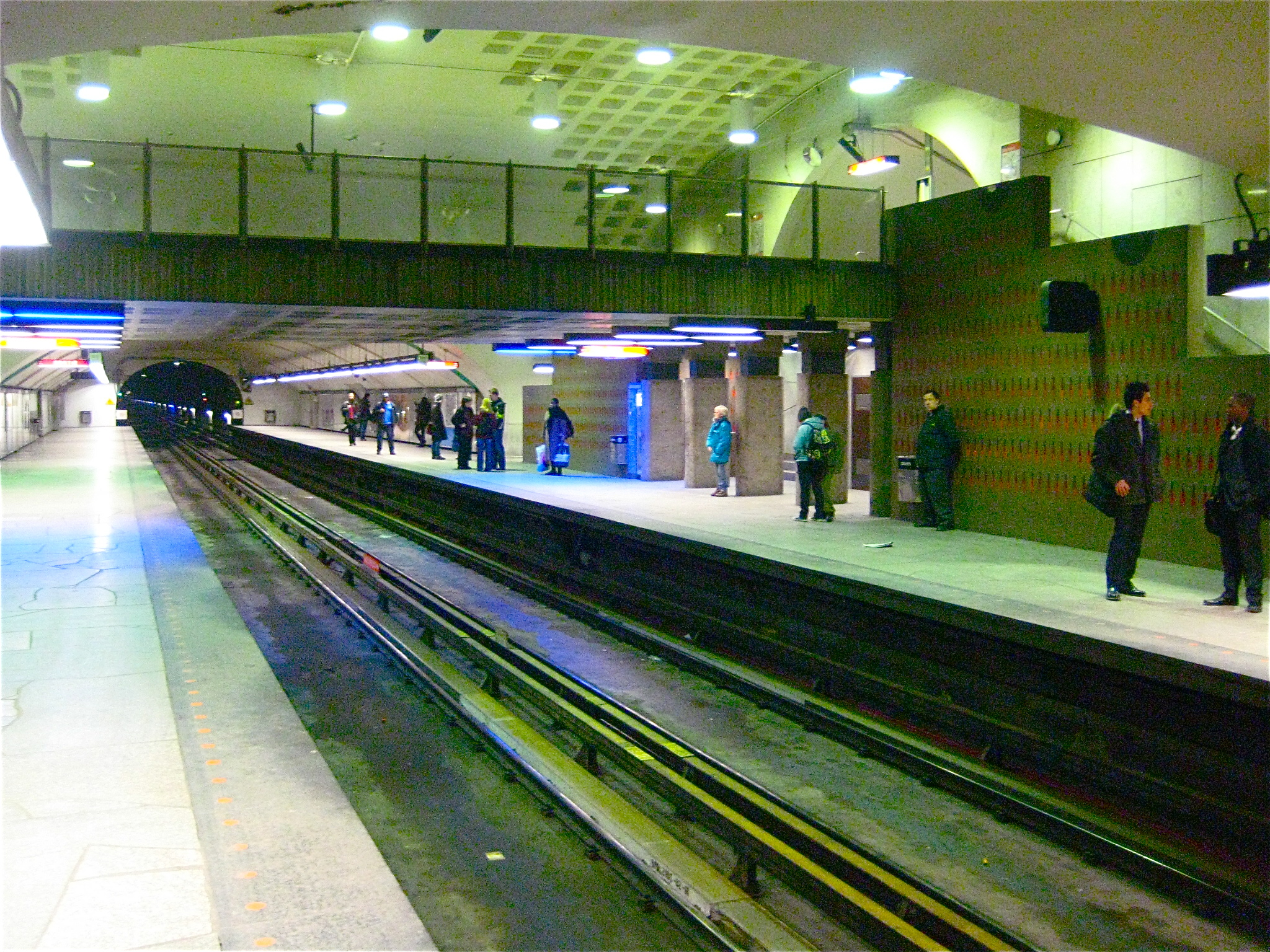
Blick auf die Bahnsteige

Beaubien ist eine U-Bahn-Station in Montreal. Sie befindet sich im Arrondissement Rosemont–La Petite-Patrie an der Kreuzung von Rue Beaubien und Rue de Saint-Vallier. Hier verkehren Züge der orangen Linie 2. Im Jahr 2019 nutzten 3.911.042 Fahrgäste die Station, was dem 31. Rang unter den insgesamt 68 Stationen der Metro Montreal entspricht.

## Bauwerk

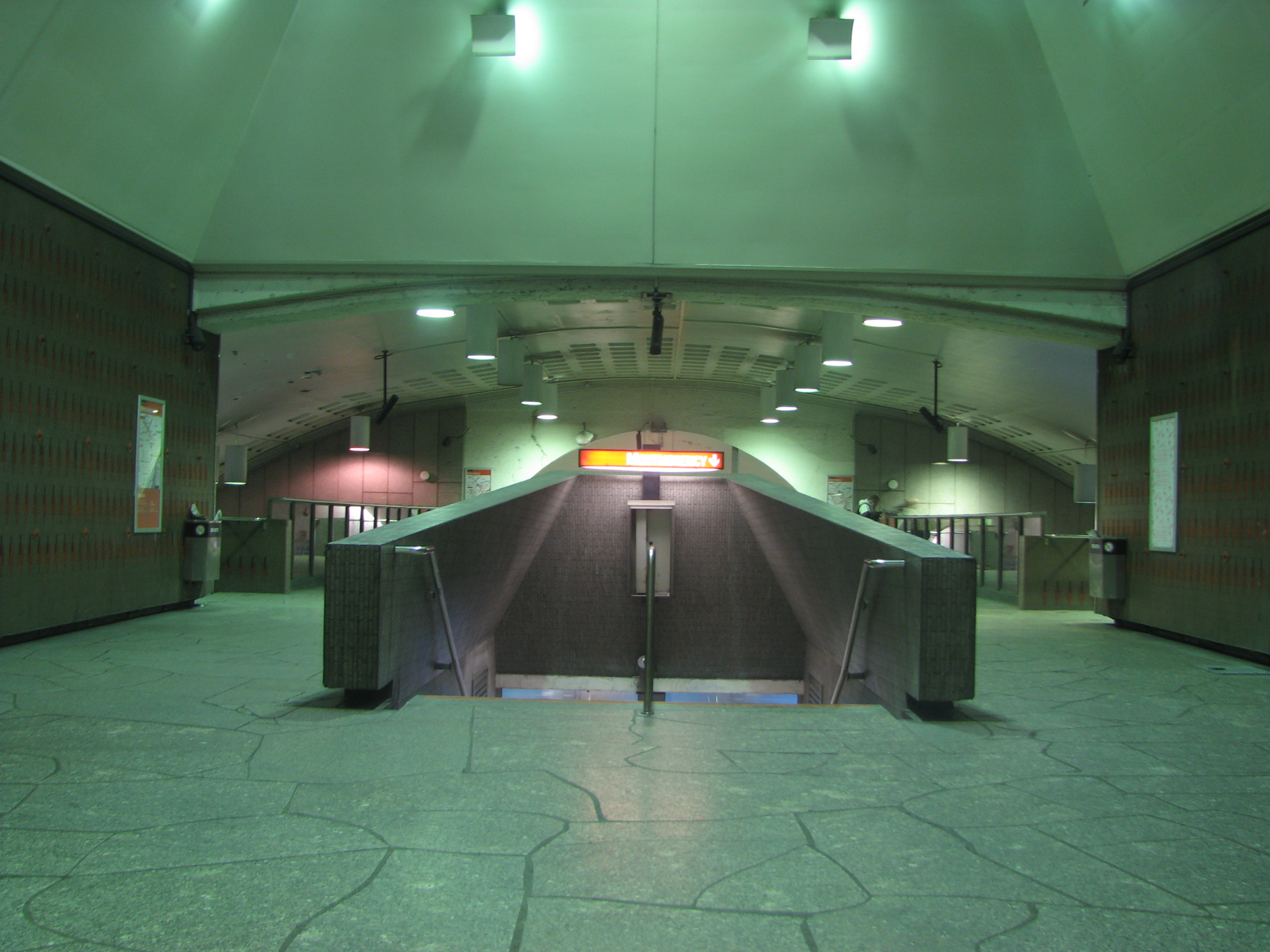
Verteilerebene

Die von Roger d’Astous entworfene Station entstand als Tunnelbahnhof und besticht durch die Retro-Architektur mit vielen geschwungenen Linien. Auch die Verteilerebene hat einen ovalen statt wie üblich einen rechteckigen Grundriss. Wo die Bahnsteige auf die Verteilerebene treffen, wird der Übergang durch eine Ellipse akzentuiert. Die Wände sind mit grauen Fliesen und Granit verkleidet, in die Böden sind unregelmäßig geformte Steine eingelassen. Der Eingangspavillon besitzt eine gestreckte Form, das geneigte Dach weist Obergaden auf. Unter einer Markise entlang des gesamten Gebäudes sind Bushaltestellen zu finden.
In 12,5 Metern Tiefe befindet sich die Bahnsteigebene mit zwei Seitenbahnsteigen. Die Entfernungen zu den benachbarten Stationen, jeweils von Stationsende zu Stationsanfang gemessen, betragen 541,10 Meter bis Rosemont und 712,10 Meter bis Jean-Talon. Es bestehen Anschlüsse zu vier Buslinien und einer Nachtbuslinie der Société de transport de Montréal.

## Geschichte
Die Eröffnung der Station erfolgte am 14. Oktober 1966, zusammen mit dem Teilstück Place-d’Armes–Henri-Bourassa der orangen Linie. Beaubien gehört somit zum Grundnetz der Montrealer Metro. Namensgeber ist die Rue Beaubien, benannt nach einer bedeutenden frankokanadischen Grundbesitzerfamilie des 19. Jahrhunderts.